# Харбор Спрингс (Мичиген)
Харбор Спрингс (Мичиген) (енгл. Harbor Springs) град је у америчкој савезној држави Мичиген. По попису становништва из 2010. у њему је живело 1.194 становника.

## Демографија
Према попису становништва из 2010. у граду је живело 1.194 становника, што је 373 (23,8%) становника мање него 2000. године.
| Група             | 2000.         | 2010.         |
| Белци             | 1.432 (91,4%) | 1.093 (91,5%) |
| Афроамериканци    | 3 (0,2%)      | 4 (0,3%)      |
| Азијати           | 3 (0,2%)      | 9 (0,8%)      |
| Хиспаноамериканци | 9 (0,6%)      | 8 (0,7%)      |
| Укупно            | 1.567         | 1.194         |